# Carbonatita

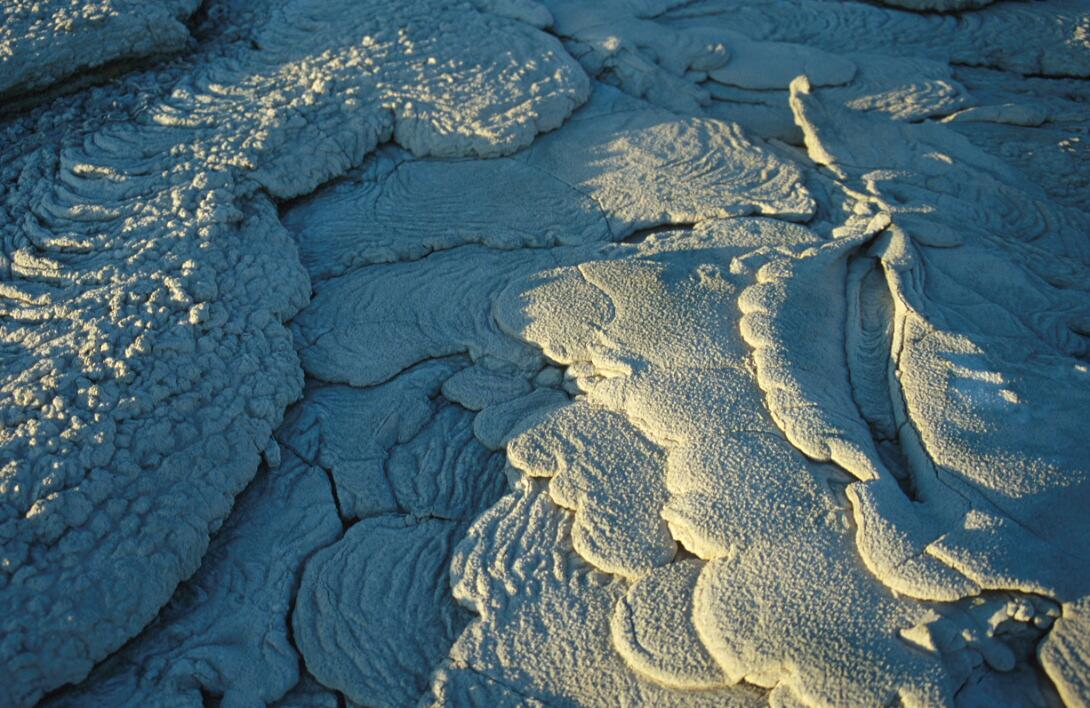
Lava carbonatítica al volcà Ol Doinyo Lengai de Tanzània.

Les carbonatites són roques ígnies intrusives o extrusives definides per la seva composició mineralògica amb més d'un 50% de minerals carbonatats. Les carbonatites es poden confondre amb el marbre i poden requerir una verificació geoquímica.
Les carbonatites poden trobar-se dins complexos volcànics intrusius.
Només es coneix un volcà carbonatit que hagi erupcionat en temps històrics i és el volcà Ol Doinyo Lengai de Tanzània. Va erupcionar amb la temperatura més baixa coneguda del món, a 500-600 °C. La seva lava és del tipus natrocarbonatita dominada per la nyerereita i la gregoryita.

## Gènesi
Les carbonatites són roques ígniies rares i peculiars formades per processos inusuals
Històricament les carbonatites es va creure que es van formar per fusió de pedra calcària o marbre per intrusió del magma però les dades geoquímiques i mineralògiques no hi estaven d'acord.

## Mineralogia
La mineralogia principal és variables però pot incloure els grups minerals de la natrolita, sodalita, apatita, magnetita, barita, fluorita, ancilita i altres minerals rars. Poden ser fonts de mica o de vermiculita.

## Geoquímica
La carbonatita està composta predominantment de minerals carbonatats.
La majoria de les carbonatites tendeixen a incloure alguna fracció de minerals silicats com piroxè, oliví, i minerals com la nefelina i altres feldspatoides.

## Varietats
Les carbonatites tenen diverses varietats segons la seva composició química i/o mineralògica. Les carbonatites poden ser calcítiques, dolomítiques o fèrriques (ferrocarbonatites) segons si el carbonat dominant és dolomita, calcita o dolomita fèrrica/ankerita/siderita respectivament. S'anomenen natrocarbonatites o lengaïtes aquelles carbonatites formades per carbonats de sodi +/- potàssi +/- calci. Químicament es poden classificar com a magnesiocarbonatites si la ràtio MgO/CaO/(FeO+Fe₂O₃+MnO) recau en un camp concret del diagrama de les carbonatites (vegeu diagrama). Les silicocarbonatites són carbonatites amb un contingut de sílice superior al 20%. Les carbonatites també tenen varietats segons la seva textura: la sövita és una varietat de calciocarbonatita gra groller i l'alvikita ho és de gra fi a mitjà. Quan més del 90% de carbonat és dolomita, la roca s'anomena carbonatita dolomítica o beforsita.